# Tidjane Thiam
Pour les articles homonymes, voir Thiam.
Tidjane Thiam, né le 29 juillet 1962 à Abidjan (Côte d'Ivoire), est un homme d'affaires, dirigeant d'entreprise et homme politique. Thiam possède la nationalité ivoirienne de 1962 à 1987 et depuis 2025, et la nationalité française entre 1987 et 2025. Il a été dirigeant de plusieurs entreprises dont McKinsey & Company, Prudential et Crédit suisse. Sous la présidence d'Henri Konan Bédié, il est ministre du Plan et du Développement de la Côte d'Ivoire. Depuis 2023, Tidjane Thiam est le président du Parti démocratique de Côte d'Ivoire. Il est diplômé de l'École polytechnique et de l'École des mines de Paris.

## Biographie

### Jeunesse et famille
Né à Abidjan, en Côte d'Ivoire, Tidjane Thiam est issu de deux familles africaines influentes.
Sa mère était la nièce du premier président de Côte d'Ivoire, Félix Houphouët-Boigny, sa grand-mère maternelle Aka Amoin Thérèse est la cousine de ce dernier.
Du côté paternel, son oncle Habib Thiam a été Premier ministre du Sénégal pendant plus de dix ans ainsi que président de l’Assemblée nationale du Sénégal et son père Amadou Thiam est journaliste né au Sénégal en 1923, diplômé de l’Institut international de journalisme de Strasbourg, qui émigre en Côte d'Ivoire en 1947. Amadou Thiam jouissait de la nationalité française en vertu des lois coloniales avant de s'installer en Côte d'Ivoire : il soutient Houphouët-Boigny pendant la période qui mène vers l’indépendance de la Côte d’Ivoire puis celle qui suit l’indépendance, il est ainsi nommé directeur de Radio Côte d'Ivoire en 1959 et est deux fois ministre de l'Information sous la présidence d'Houphouët-Boigny,.
En août 1963, après quelques mois au ministère de l'Information, son père est arrêté avec une trentaine de personnes soupçonnées d’avoir fomenté un complot contre le président. Finalement mis hors de cause, Amadou Thiam est nommé ambassadeur au Maroc en 1966. Tidjane Thiam passe ainsi une grande partie de son enfance à Rabat, jusqu'à son départ en 1977, à l'âge de 15 ans.
Tidjane Thiam est le benjamin de sept enfants, quatre frères et deux sœurs: 
- Yamousso a été conseillère spéciale chargée des musées présidentiels sous la présidence de Laurent Gbagbo
- N’deye Anna, décédée en en mai 2019[7], a été cadre de la banque BIAO[8]
- Daouda a occupé le portefeuille des Mines et de l’Énergie entre 1999 et 2000, sous la présidence de Robert Guéï, et a été conseiller d’Alassane Ouattara chargé des ressources naturelles en 2015[8]. Il décède en octobre 2018[7]
- Papa Ababakar est docteur en histoire[8]
- Augustin est médecin puis journaliste de Jeune Afrique[8], puis un cadre du RHDP, le parti d'Alassane Ouattara. Il est gouverneur du district autonome de Yamoussoukro depuis 2015[4].
- Abdel Aziz[4] a été ministre des Transports de septembre 2006 à avril 2007 sous la présidence de Laurent Gbagbo, et plus tard vice-président du logisticien Necotrans à Paris[8].

En 1989, alors que Tidjane Thiam suit pendant un an à New York le Young Professional Program de la Banque mondiale, il rencontre Annette, une Afro-Américaine de Pennsylvanie, qu’il épouse peu de temps après. Ils se sont séparés fin 2015.

### Études
Après avoir fait une partie de ses études au lycée classique d'Abidjan, Tidjane Thiam part en 1980 en classe préparatoire au lycée privé Sainte-Geneviève à Versailles.
En 1982, Tidjane Thiam est le premier Ivoirien à réussir le concours d’entrée à l'École polytechnique. Il sort diplômé de cette école en 1984.
En 1986, il obtient le diplôme d’ingénieur de l'École nationale supérieure des mines de Paris où il ressort major de sa promotion, mais malgré ses résultats brillants, ne reçoit que très peu de propositions d'emploi. Cette même année, il reçoit une bourse pour passer le MBA de l’INSEAD et rejoint le McKinsey Fellows Programme à Paris. Il obtient le MBA en 1988 (Dean's list) et rejoint le cabinet McKinsey en 1986. En 1987, la nationalité française lui est décernée, après qu'il soit sorti major des Mines de Paris.
En 1989, il prend une année sabbatique pour suivre le Programme des jeunes professionnels de la Banque mondiale à Washington, D.C. avant de retourner chez McKinsey en 1990, d’abord à New York puis à Paris.

### Ministre sous Henri Konan Bédié (1994-2000)
En décembre 1993, le premier président ivoirien Félix Houphouët-Boigny meurt et Henri Konan Bédié lui succède. En avril 1994, à la demande du Henri Konan Bédié, Tidjane Thiam accepte, à l'âge de 31 ans, le poste de directeur général de la Direction et le contrôle des grands travaux, l'ex DCGT devenue Bureau national d'études techniques et de développement (BNETD) en 1996, à Abidjan, organisme de développement des infrastructures et de conseil économique rattaché directement au Premier ministre et au président. À ce poste, il doit gérer les lourdes conséquences de la dévaluation de 50% du franc CFA au début de l'année 1994 et assure également des négociations avec le FMI et la Banque mondiale alors que la situation financière du pays est très dégradée.
En août 1998, il devient président du BNETD et intégre le gouvernement comme ministre du Plan et du Développement. Il met en œuvre plusieurs projets, notamment la centrale électrique d’Azito, la rénovation de l’aéroport d’Abidjan et la construction du pont à péage Riviera-Marcory, dont le financement est finalisé quelques jours avant le coup d’État de 1999.
Entre 1994 et 1999, Tidjane Thiam participe activement au programme de privatisation réclamé par le FMI, avec la privatisation du réseau téléphonique, des services, de la production d’électricité, des aéroports, du réseau ferroviaire et de nombreuses sociétés du secteur agricole.
En 1998, il est sélectionné parmi les « 100 jeunes décideurs du monde de demain » (Young Global Leader of Tomorrow) du Forum économique mondial de Davos, et en 1999, il est élu membre du « Dream Cabinet » par ce même Forum.
En décembre 1999, alors que Tidjane Thiam est en déplacement à l’étranger, le gouvernement est renversé par l’armée ivoirienne. À son retour au pays, Tidjane Thiam est arrêté et assigné à résidence pendant plusieurs semaines. Le général Robert Guéï, qui a pris le pouvoir, lui propose le poste de chef de l’exécutif, mais il refuse et quitte le pays début 2000.

### Retour au secteur privé (2009-2020)
Après le coup d'État de 1999 en Côte d'Ivoire, il retourne dans le secteur privé, d'abord chez McKinsey à Paris de 2000 à 2002, avant d'intégrer l'équipe dirigeante d' Aviva d’abord comme directeur de la stratégie et du développement du groupe, puis il prend la responsabilité des opérations internationales et d'Aviva Europe et enfin, il devient directeur général, siégeant au conseil d'administration de l’entreprise. De septembre 2009 à juin 2015, il dirige le groupe d'assurances Prudential, ce qui fait de lui le premier dirigeant noir d’une entreprise du FTSE 100. Tidjane Thiam est également membre de l'Africa Progress Panel, une fondation basée à Genève.
Il a occupé le poste de directeur général du Crédit suisse durant quatre années, au terme desquelles il estime avoir ramené la banque à une situation de profitabilité. Cette évaluation s’avère rapidement caduque: quelques mois après son départ (février 2020), la banque vit une véritable descente aux enfers,.
Thiam est nommé administrateur auprès du groupe Kering en 2020 et fut pressenti pour devenir ministre de l'Économie et des Finances en France. Il est élu à la présidence du PDCI, principal parti d'opposition en Côte d'Ivoire, en décembre 2023.
De retour en Europe, Tidjane Thiam devient associé chez McKinsey à Paris, participant ainsi à la direction du département « institutions financières » de la société.

### Directeur général de Prudential
Il quitte Aviva en septembre 2007 pour devenir directeur financier de la compagnie d'assurances britannique Prudential plc. En mars 2009, Tidjane Thiam est nommé directeur général, à compter du départ de Mark Tucker en octobre. Il devient ainsi le premier dirigeant noir d’une entreprise du FTSE 100.
Prudential lance alors une offre de rachat sur AIA, la branche asiatique de l’assureur américain AIG, très durement touché par la crise. Une bataille boursière s’ensuit, tandis que certains investisseurs jugent excessif le prix de 35,5 milliards de dollars offert par Prudential. L’opération finit par échouer, après le rejet par le conseil d'administration d’AIG d’une offre revue à la baisse. Il refuse de démissionner, soutenant n’avoir commis aucune erreur. AIA est par la suite introduit à la Bourse de Hong Kong, et sa valorisation monte rapidement au-delà du prix proposé initialement par Prudential.
Tidjane Thiam fait l’objet de vives critiques personnelles après cet échec, en raison notamment des coûts engagés par la société pour le lancement de cette opération avortée. Il est cependant réélu directeur général lors de l’assemblée générale de mai 2011, avec 99,3 % des voix. Depuis lors, la performance de la société ne semble pas avoir eu à souffrir de cet épisode : sur les neuf premiers mois de 2011, Prudential affiche un profit sur les nouveaux contrats en hausse de 14 % par rapport aux chiffres de 2010 à la même période, tandis que le chiffre d’affaires total de l’assurance progresse de 10 %.
Le 27 mars 2013, la FSA inflige une sanction de 30 millions de livres à Prudential ainsi qu'un blâme à Tidjane Thiam pour ne pas avoir correctement informé le superviseur britannique du secteur financier lors de la tentative de rachat d'AIA.

### Directeur général du Crédit suisse (2015-2020)
En juillet 2015, il est nommé directeur général de Crédit suisse en remplacement de l'américain Brady Dougan. Il parvient à redresser la banque, avec un retour à la rentabilité. En tant que directeur général, il est jugé coresponsable de la mise sous surveillance par son bras droit de l'ancien patron de la division internationale de gestion de fortune de Crédit Suisse, Iqbal Khan, en septembre 2019, une affaire qui fait scandale,. En février 2020, il annonce sa démission,.
En octobre 2020, le New York Times revient sur l’éviction de Tidjane Thiam du Crédit Suisse. Le quotidien américain laisse entendre que Tidjane Thiam aurait été traité différemment par l’establishment bancaire suisse s’il avait été Blanc. Pour étayer cette thèse, le New York Times s’appuie sur une série d’incidents visant à démontrer le racisme ambiant des milieux d’affaires zurichois. Propos publics d’une actionnaire offusquée par la présence d’un dirigeant associé « au tiers-monde », attaques sournoises d’une partie de la presse zurichoise, et vexations diverses. Le New York Times retrace aussi le malaise grandissant de Tidjane Thiam qui se sentait rejeté par l’establishment. Un évènement fait particulièrement couler de l’encre, il s’agit de la fête d’anniversaire organisée en l’honneur du président du Crédit Suisse, Urs Rohner (en), en novembre 2019, dans un grand restaurant de Zurich où sont réunis amis et collaborateurs du PDG. Tidjane Thiam est le seul invité noir. La soirée avait pour thème le Studio 54, célèbre boîte de nuit new-yorkaise des années 1970. Soudain, un artiste noir déguisé en balayeur monte sur scène et balaie tout en dansant. Tidjane Thiam se lève et quitte la salle, il reviendra quelque temps plus tard pour constater que certains de ses collègues, perruque afro sur la tête, se trémoussent sur la piste de danse,.

### Rwanda Finance Limited
En novembre 2020, Tidjane Thiam est nommé président du conseil d’administration du Rwanda Finance Limited, l’agence gouvernementale chargée du développement et de la promotion du Kigali International Financial Centre (KIFC).

## Développement international
En octobre 1999, Tidjane Thiam est sollicité par James Wolfensohn pour devenir l'un des 20 membres du conseil consultatif de l’Institut de la Banque mondiale, auquel l’Institut fait appel pour obtenir des conseils et des orientations.
Il est membre de l'Africa Progress Panel (APP), autorité indépendante sur l'Afrique présidée par Kofi Annan, et lancée en avril 2007 pour veiller à la mise en œuvre des engagements de la communauté internationale à l'égard de l'Afrique. Il est également sponsor d'Opportunity International, et membre du Council of the Overseas Development Institute de Londres.
En janvier 2011, Tidjane Thiam est nommé président du groupe d'expert de haut niveau sur les investissements dans les infrastructures du G20. Créé lors du sommet du G20 de Séoul en 2010, ce groupe d’experts regroupe plusieurs cadres dirigeants des principaux établissements financiers et agences de développement, qui sont chargés de produire des propositions concrètes visant à encourager l’investissement du secteur privé dans les projets d’infrastructures dans les économies émergentes. Le groupe a présenté son rapport lors du sommet du G20 de Cannes en novembre 2011.
En 2013, Tidjane fut l'un des auteurs du rapport « Un partenariat pour l'avenir », rédigé à la demande du ministre français de l'Économie et des Finances, avec cinq experts politiques et économiques français et franco-africains. Le rapport émettait des propositions en faveur du développement d'un nouveau partenariat économique fondé sur une relation d'affaires entre la France et le continent africain, plus particulièrement les pays de l'Afrique subsaharienne.

## Autres activités
Tidjane Thiam est président du conseil d'administration de l'Association of British Insurers et de l'International Business Council du Forum économique mondial. Il a occupé le poste d'administrateur non exécutif du groupe chimique français Arkema jusqu'en novembre 2009.
Depuis 2011, la rumeur de son retour en Côte d'Ivoire pour prendre un poste de responsabilité refait régulièrement surface. Sa candidature à l'élection présidentielle de 2020 a également fait l'objet de beaucoup de spéculations. Quelques mois plus tard, il est pressenti pour prendre la tête du ministère de l'Économie et des Finances français selon les médias mais refuse le poste.
Il rentre au conseil d'administration de Kering en juin 2020. Son mandat prendra fin à l'issue de l'Assemblée générale appelée à statuer sur les comptes clos le 31 décembre 2023.
Le 9 janvier 2024, Tidjane Thiam a démissionné de son mandat d’administrateur de Kering.

## Retour en Côte d'Ivoire
Après avoir passé 20 années en France et aux États-Unis, Tidjane Thiam retourne en Côte d'Ivoire le 8 août 2022. Il est reçu par le président de la République, Alassane Ouattara, à Abidjan le 8 août 2022 puis à Daoukro par l'ancien président Henri Konan Bédié, le lendemain.

### Président du Parti démocratique de Côte d'Ivoire
Le 22 décembre 2023, il prend à 61 ans la tête du plus vieux parti de Côte d’Ivoire, le Parti démocratique de Côte d’Ivoire (PDCI) avec 96,48 % des suffrages exprimés face à son unique rival, le maire de Cocody, Jean-Marc Yacé.
Le 18 février 2025, une plainte est lancée contre Tidjane Thiam en tant que président du PDCI, pour non respect des statuts du PDCI lors de l'élection du fait de sa nationalité française et de sa non appartenance au bureau politique durant au moins 10 ans. Il est convoqué pour comparaître le 27 février devant un tribunal de première instance, mais les plaignants retirent leur plainte le 23 février, quelques jours avant l'audience. Dans une autre plainte, une militante du PDCI conteste la nationalité ivoirienne de Thidjane Thiam en vertu du code ivoirien de la nationalité et donc sa légitimité comme président du parti. Une première audience se déroule début avril. Le 11 avril, le tribunal des référés d'Abidjan se déclare incompétent pour traiter cette plainte.
En mars 2025, Thiam quitte la Côté d'Ivoire pour la France et y reste,.
Le 12 avril 2025, dans un communiqué, Thiam renonce à la présidence du Parti considérant qu'il est victime d'un « harcèlement judiciaire ». Un poste de président délégué est créé spécialement pour qu'il garde le contrôle du parti. L'intérim est assuré par Ernest N’Koumo Mobio, doyen des vice-présidents du parti et un congrès extraordinaire se déroule le 14 mai. Tidjane Thiam, unique candidat, y est réélu président avec plus de 99 % des suffrages. Cet épisode est interprété comme un moyen de lutter contre une procédure judiciaire en destitution de la présidence du parti car selon la plaignante, Valérie Yapo, Thiam n'était pas considéré comme Ivoirien au moment de son élection ce qui est interdit par les statuts du parti,. Le 22 mai, la justice ivoirienne juge sans objet la plainte de Valérie Yapo contre Tidjane Thiam ce qui permet à Thiam de rester président du parti,.

### Élection présidentielle de 2025 et controverses sur les nationalités de Thiam
En décembre 2023, le bureau politique du PDCI adopte une motion qui nomme Thiam comme candidat du parti pour l'élection présidentielle du 25 octobre 2025. Le 7 février 2025, Tidjane Thiam annonce renoncer à sa nationalité française pour être éligible à l'élection présidentielle. Le décret de la perte de sa nationalité française est publié le 20 mars 2025, au Journal officiel de la République française. En avril 2025, Thiam est l'unique candidat à la primaire du PDCI pour obtenir l'investiture du parti. Il obtient 99,5 % des voix et est nommé candidat du parti pour l'élection présidentielle,. Néanmoins, le 22 avril, la justice ivoirienne considère qu'en ayant obtenu la nationalité française, il a de jure perdu la nationalité ivoirienne, ce qui l'exclut des listes électorales et par conséquent l'empêche de se présenter à l'élection présidentielle,,. L'ordre des avocats de Côte d'Ivoire déclare : « La justice ne doit pas être un théâtre d’ombre où se jouent des luttes de pouvoir. Elle doit demeurer le rempart des libertés et le garant de l’égalité devant la loi ». Le ministère de la Justice a dû faire la précision que Tidjane Thiam « n’a jamais été apatride et n’est pas apatride parce qu’il est indiscutablement ivoirien selon le code de la nationalité ivoirienne »,. Les avocats de Thiam déposent un recours contre la décision du tribunal. L'ancien président, Laurent Gbagbo, acquitté par la CPI, mais disqualifié par un tribunal ivoirien, apporte son soutien au PDCI. Guillaume Soro, autre homme politique d'importance, dénonce une radiation arbitraire. Thiam ne figure pas sur la liste électorale définitive pour l'élection présidentielle de 2025 publiée le 4 juin 2025 et par conséquent ne peut se présenter à cette élection.

## Récompenses
- 14 juillet 2011 : Chevalier de la Légion d’honneur en reconnaissance de sa grande contribution à la vie civile depuis plus de 20 ans[75].
- 2007 : Élu « Alumnus of the Year » par l’INSEAD Alumnus Association[76].
- 2009 : Un des « 50 anciens élèves qui ont changé le monde »[12] dans le cadre de la célébration du Jubilé de l’INSEAD[77].

## Livres et publications
- Février 2022 : Le livre Best-seller Abidjan.net, Une histoire d'avenir, Les digital entrepreneurs Jil-Alexandre N'Dia et Daniel Ahouassa, Frat Mat Editions, préface de Tidjane Thiam.